# Slivice

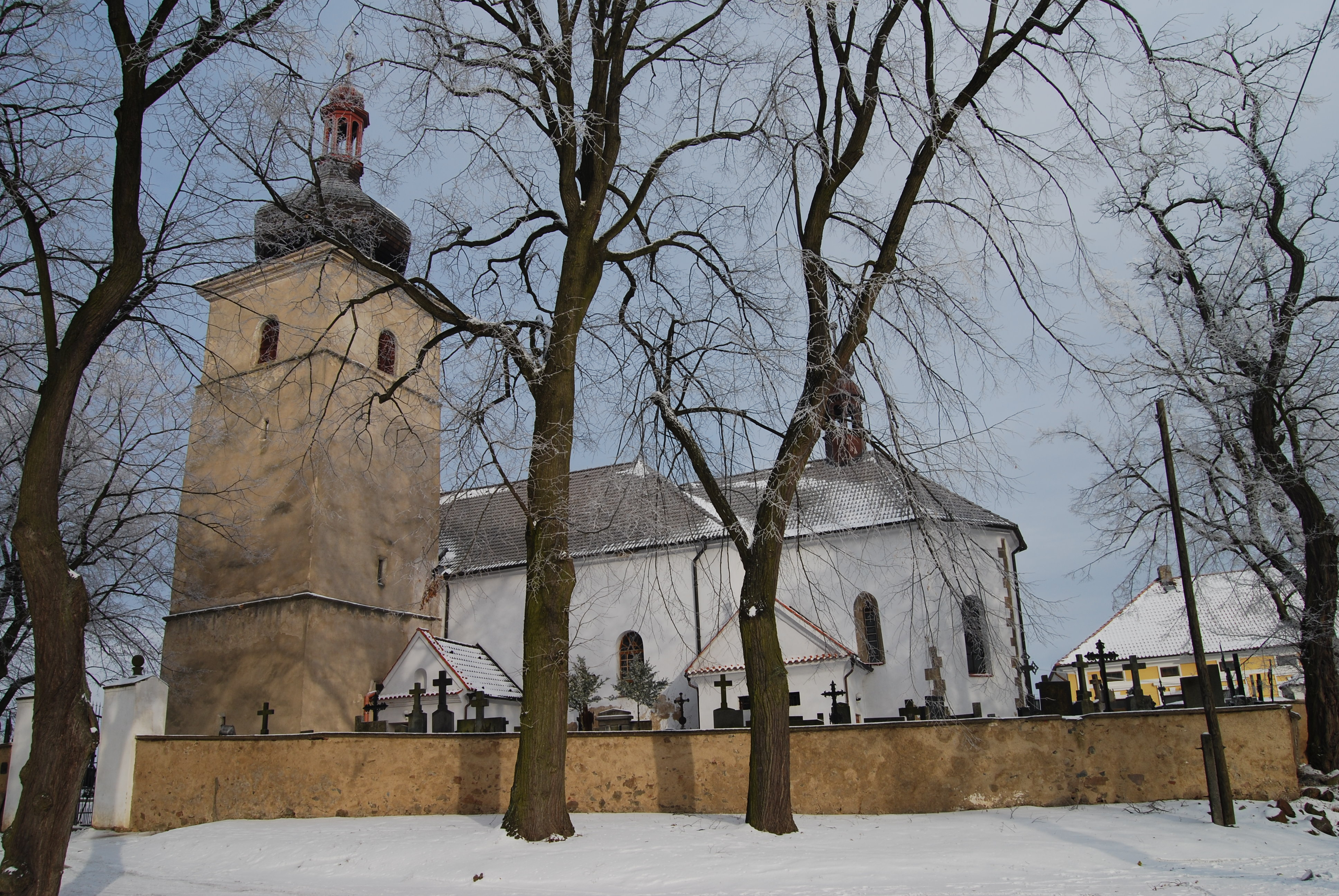
Kostel svatého Petra a hřbitov ve Slivici

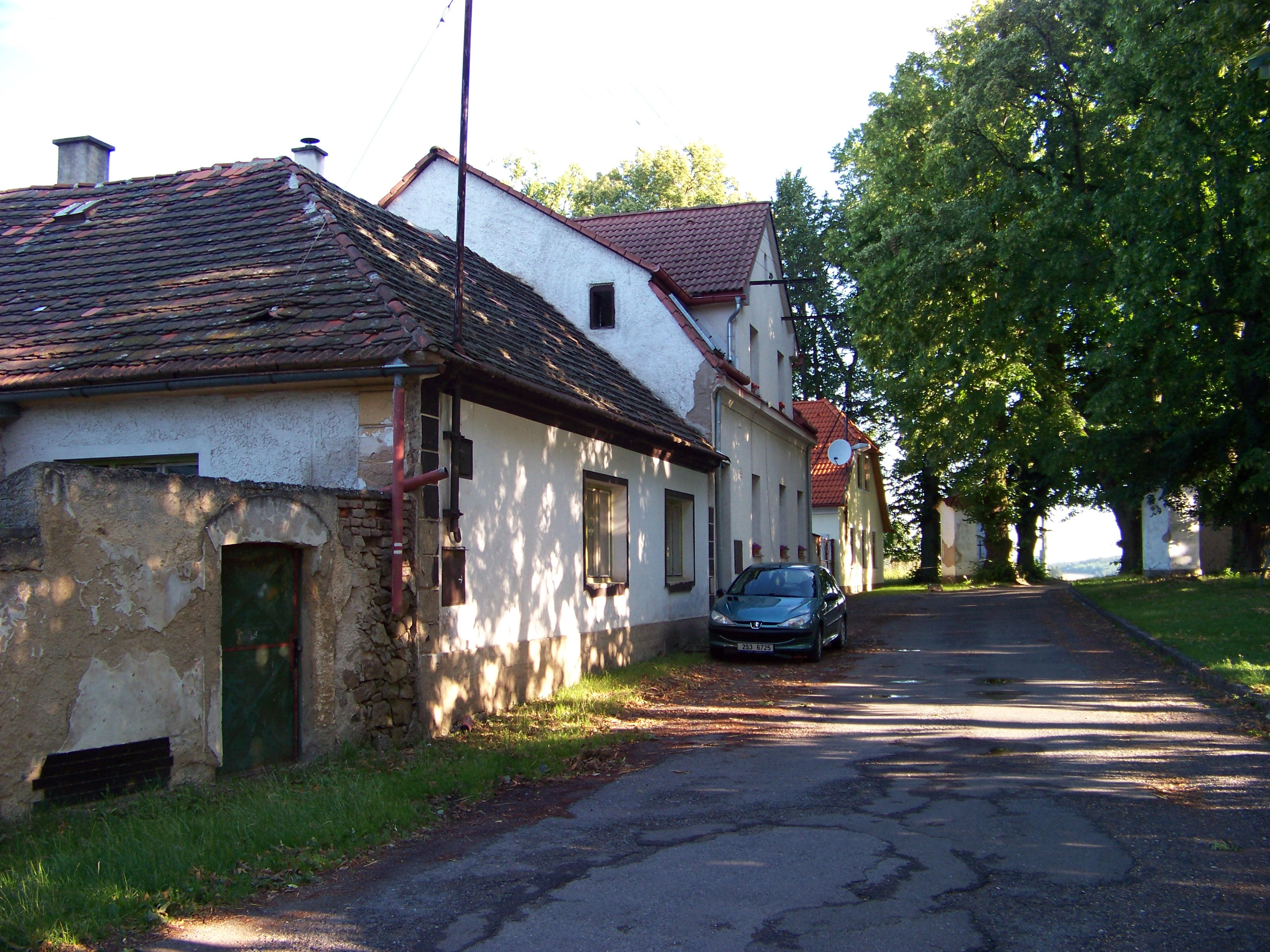
Domky č. p. 41, 85, 84

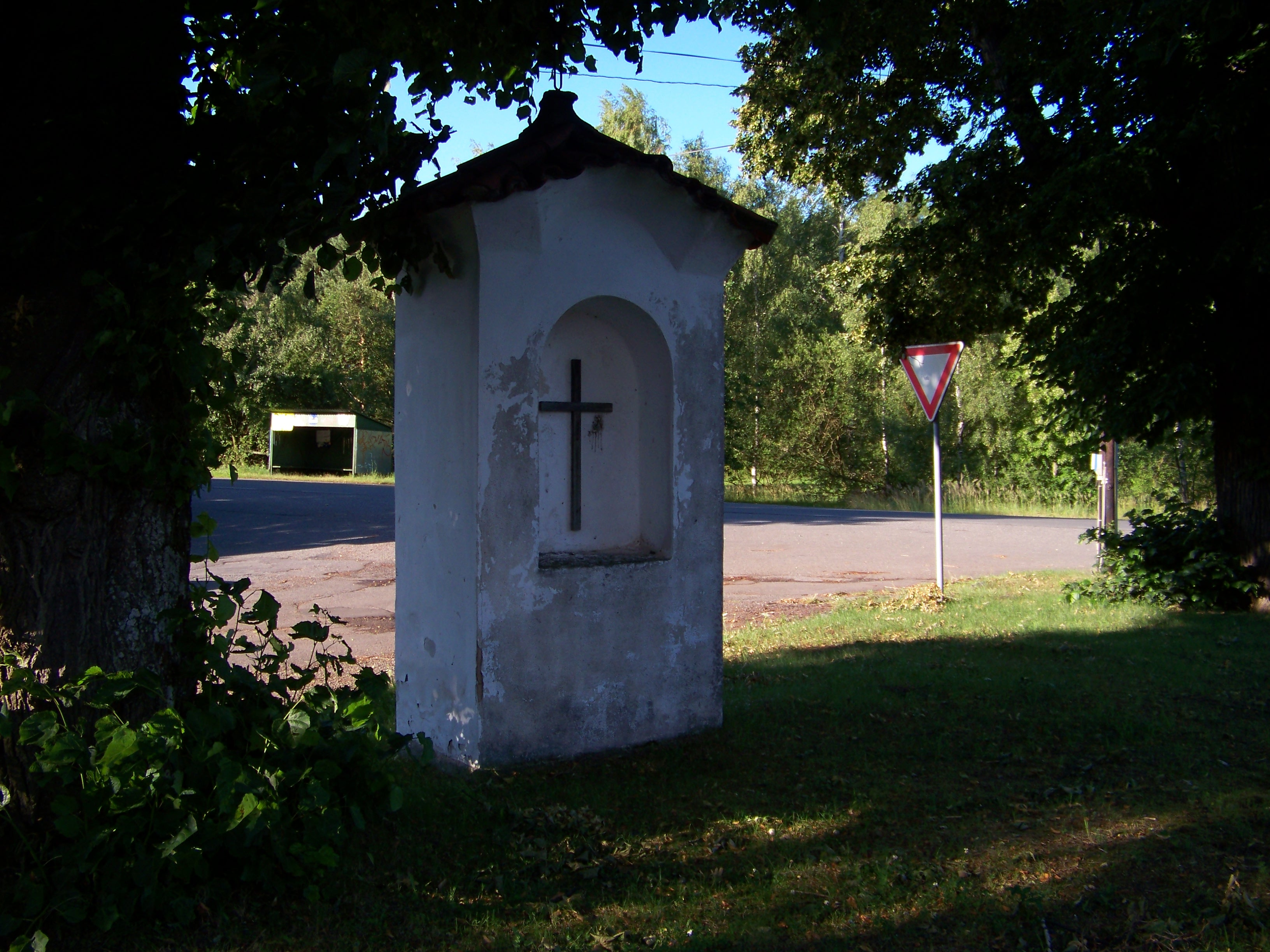
Zastavení křížové cesty u silnice I/66

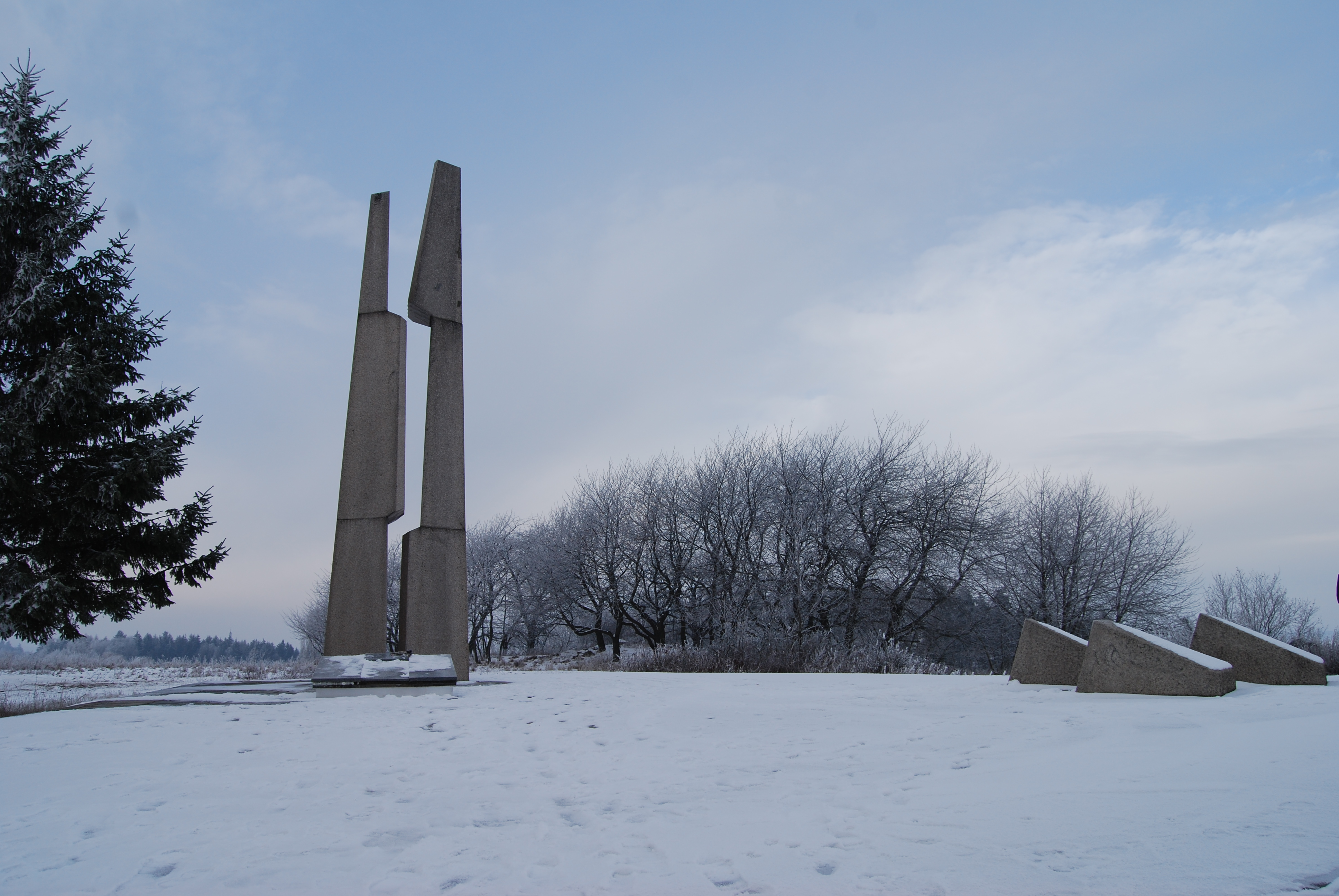
Památník Vítězství u Slivice

Slivice je osada obce Milín v okrese Příbram, asi 1,5 km severozápadně od centra Milína, 0,5 km jižně od vesnice Konětopy. Nemá status místní části a popisnými čísly i katastrálním územím patří přímo k Milínu, statisticky je evidována jako základní sídelní jednotka. Kromě farního kostela sv. Petra a fary (č. p. 73) je v osadě ještě několik dalších domů (č. p. 84, 85, 41, 86, 124, 99, 134, 68).

## Historie
Dominuje jí farní kostel svatého Petra. Fara Sliwitz je zmiňována již v nejstarší zmínce, z roku 1362, o dosazení kněze Václava a zřízení patronátního práva. Původní kostel byl asi dřevěný s poustkou a byl založen templáři nebo německými rytíři. Nynější kostel sv. Petra, původně gotický, založil první arcibiskup pražský Arnošt z Pardubic. Kostel má 21 m vysokou věž z masivního kamenného zdiva o šířce 1,75 m, což nasvědčuje obranné funkci. Objekt stál ve strategické pozici u Zlaté stezky. Pro kostel byla vytvořena mimořádně kvalitní gotická opuková socha sv. Petra, jejíž originál je národní kulturní památkou a je umístěn v Národní galerii v Praze v Anežském klášteře. V kostele se nalézá kopie sochy.
Na zdejším hřbitově byli pochováni mnozí příslušníci okolních šlechtických rodů – Běšínů, Hupků, Měsíčků, Chanovských, Bechyňů z Lažan aj. Asi čtvrt kilometru východně od Slivice se nachází Farský rybník na bezejmenném levém přítoku Příbramského potoka. V osadě jsou prázdné výklenkové kapličky, pozůstatek křížové cesty.
V současné době patří kostel s farou do římskokatolické farnosti Slivice - Milín, která oficiálně sídlí na Slivické faře vedle kostela. Slivický kostel svatého Petra je farním kostelem farnosti a konají se zde bohoslužby každou neděli s výjimkou první neděle v měsíci, kdy je místo toho bohoslužba v kostele svatého Václava v Milíně. Slivickou faru církev využívá pro pobyty křesťanské mládeže. Originál cenné sochy sv. Petra ze slivického kostela je v Národní galerii v Praze, ve slivickém kostele je umístěna kopie.
Lipová alej ve Slivici kolem křížové cesty je evidována jako památná. Sázeli ji jezuité při příchodu na Slivici roku 1646. Soupis památných stromů z roku 1941 udává, že vyhlášeny byly rozhodnutím vlastníka, Duchovní správy na Slivici, tato dokumentace však v ÚSOP není. Z původních 65 stromů dodnes stojí 48. Milín a Slivici dostali jezuité do správy o více než 10 let dříve, než roku 1647 převzali poutní areál na příbramské Svaté Hoře.
V roce 1579 je Slivice zmiňována jako samota. Původně stála u kostela jen fara a dvě poustky. Teprve v roce 1826 vznikly na Slivici první obytné domy.
23. července 1639 byl kostel dobyt a vyloupen Švédy pod vedením českého exulanta Radslava Měsíčka z Výškova a Slatiny. V srpnu 1866 zde několikrát hostovalo pruské vojsko, a to vojáci z Pomořan se svým hejtmanem, pruští lékaři z Westfálska a vojíni 65. rýnského pluku, kteří Slivici opustili v září 1866 po vyhlášení míru.
Bitva u Slivice 11. května a v noci na 12. května 1945 byla poslední větší bitvou druhé světové války svedenou na českém území či vůbec v Evropě. Věž kostela sloužila jako pozorovatelna i palebné stanoviště a presbytář kostela dostal zásah dělostřeleckým granátem. Bitvě je věnováno několik pomníků v okolí osady - symbolická střela s pamětní desku na severní straně kostela, skupina pomníčků u severního okraje osady a památník Vítězství v blízkosti silnice I/4.

## Doprava
Po jižním okraji Slivice prochází silnice I/66 z Příbrami k mimoúrovňové křižovatce se silnicí I/4 u Milína. Na silnici I/66 se nachází u Slivice i zastávka autobusů. Původní silnice do Příbrami vedla přes osadu a dnes je za osadou zaslepena. Přes Slivici prochází od silnice I/66 asfaltovaná místní komunikace na sever do Konětop a několik dalších místních komunikací, například k památníku Vítězství. Asi kilometr východně od Slivice prochází severojižním směrem silnice I/4.
V autobusové zastávce „Milín, Slivice“ zastavuje několik linek SID provozovaných příbramskou provozovnou dopravce Veolia Transport Praha:
- 300041 (D41) Příbram–Milín–Solenice–Klučenice (včetně několika sobotních a nedělních spojů)
- 300029 (D29) Příbram–Milín–Starosedlský Hrádek–Tochovice (cca 4 páry spojů v pracovních dnech)
- 300028 (D28) Příbram–Milín–Březnice–Rožmitál p. Tř. (pouze v pracovních dnech)
- 300027 (D27) Příbram–Milín–Zalužany–Mirovice (pouze v pracovních dnech)

## Pověsti
Ke Slivici se váže také řada pověstí. Dříve zde prý bývalo kultovní pohanské místo, měly se zde vyskytovat bludičky i kouzelné bylinky. Pověsti se vážou i k umístění a zasvěcení kostela a zdejší soše svatého Petra a k tomu, že kostel se umí zázračně zvětšovat a smršťovat, takže se do něj vejde libovolné množství lidí, či k pokladu ukrytému zde údajně katolíky před Žižkou. Podle další pověsti má poboření kostela předznamenávat konec Slivice, Milína i celého světa.